# La Castellassa del Dalmau
La Castellassa del Dalmau és una muntanya de 738 metres que es troba al municipi de Matadepera, a la comarca del Vallès Occidental.